# クルスク公
クルスク公（ロシア語: Князь Курский）は、ノヴゴロド・セヴェルスキー公国の分領公国だったクルスク公国の君主の称号である（「公」はクニャージからの訳出による）。公・公国の名は、その中心都市だったクルスクによる。

## クルスク公の一覧
- イジャスラフ・ウラジミロヴィチ[1] - 在位：1094年 / 1095年 - 1096年
- イジャスラフ・ムスチスラヴィチ - 在位：1127年 - 1129年
- グレプ・オリゴヴィチ - 在位：1136年 - 1138年[2]
- スヴャトスラフ・オリゴヴィチ - 在位：1138年 - 1139年
- イヴァン・ユーリエヴィチ - 在位：1146年 - 1147年
- グレプ・ユーリエヴィチ - 在位：1147年 - 1148年
- スヴャトスラフ・オリゴヴィチ - 在位：1138年 - 1149年 （再任）
- オレグ・スヴャトスラヴィチ - 在位：1159年[2] / 1161年 - 1164年[2]
- フセヴォロド・スヴャトスラヴィチ[3] - 在位：1164年? - 1196年
- ? スヴャトスラフ・オリゴヴィチ - 在位：1196年? - ?　（上記の同名の人物とは別人）
- オレグ（・スヴャトスラヴィチ?） - 在位：1220年代
- ユーリー・オリゴヴィチ[4] - 在位：13世紀
- ドミトリー（・スヴャトスラヴィチ?） - 在位：13世紀
- ヴァシリー・ドミトリエヴィチ - 在位：13世紀

ヴァシリーの死により断絶